# Estinto
Estinto is een Italiaanse muziekterm met betrekking tot de manier waarop een stuk of passage uitgevoerd dient te worden. Men kan de term vertalen als gedoofd, of meer vrij als nauwelijks hoorbaar. Dit betekent dus dat, als deze aanwijzing wordt gegeven, men met moet spelen dat deze aanwijzing tot uitdrukking komt in de gespeelde muziek. Deze aanwijzing heeft vooral betrekking op de voordracht van een stuk. Hierbij kan gedacht worden aan een niet te nadrukkelijk spelen Behalve een voordrachtsaanwijzing is dit ook een dynamische aanwijzing. Dit betekent dat ook de te spelen dynamiek wordt beïnvloed door de aanwijzing. Het is namelijk de bedoeling dat zeer zacht gespeeld wordt. Op het tempo heeft de aanwijzing geen invloed, al kunnen bij de uitvoering subtiele veranderingen wel voorkomen.
Indien men van een andere speelstijl geleidelijk aan naar de speelstijl behorende bij estinto dient te gaan, kan de aanwijzing estinguendo (uitdovend) worden gegeven. Estinguendo is zeer verwant aan de aanwijzing decrescendo.